# ケベック解放戦線
ケベック解放戦線（ケベックかいほうせんせん、仏: Front de Libération du Québec、略称 FLQ）は、カナダ・ケベック州の独立運動を主張してきた左翼テロリストグループ。
1963年から1970年にかけて、発砲による2件の殺人、少なくとも3人が死亡した爆弾テロ、銀行強盗、誘拐を含む200件以上のテロ行為を行った。特に1970年に引き起こした連続要人誘拐とテロは「オクトーバー・クライシス」として知られる。

## 構成
FLQの構成員と共鳴者は、フェルキスト（Felquistes; FLQのフランス語読みからの造語）と呼ばれた。
メンバーの数人は、ジョルジュ・シェーテルス（Georges Schoeters; ベルギーの革命家で、KGBエージェントであったと思われる人物）による訓練を受けており、チェ・ゲバラを英雄視していた。FLQメンバーのノルマン・ロワ(Normand Roy)とミシェル・ランベール(Michel Lambert)もまた、ヨルダンでパレスチナ・ゲリラから暗殺に関するトレーニングを受けていた。
ケベック大学の歴史学教授だったロベール・コモ（Robert Comeau）によってヴィジェ・セル(Viger Cell)、他にディエップ・セル(Dieppe Cell)、ルイ・リエル・セル(Louis Riel Cell)、ネルソン・セル(Nelson Cell)、サン‐ドニ・セル(Saint-Denis Cell)、リベラシオン・セル(Liberation Cell)、シェニエ・セル(Chenier Cell)など、さまざまな武装細胞が次々に組織された。中でもリベラシオン・セルとシェニエ・セルは、オクトーバー・クライシスに深く関与していたことで知られる。

## 歴史
FLQはケベック主権運動（フランス系が多く、同じカナダでもイギリス系の多い他地域とは一線を画している）を援助するため、1963年に結成された。その創設は、長期にわたってケベックを統治した州首相モーリス・デュプレシ（Maurice Duplessis）の死に続く、「静かな革命」（Quiet Revolution、ケベック州政府が経済的、社会的問題により積極的な役割を演じ始めた時期）と一致している。
FLQのメンバーはマルクス主義に基づき、圧制的支配階級であるアングロフォーヌ（anglophones、英語を話すケベック州民）からの解放、ケベック政府の転覆、カナダからのケベック州の独立、フランス系カナダ人労働者による社会の建設などについてのプロパガンダを行い、またそれらに向かった活動を実践した。
FLQは、過去あるいは海外（例えばアルジェリア、北ベトナムの独立、キューバ革命など）の社会主義的独立運動に強く影響されていた。
さらに注目すべきは、1965年にジャーナリストのピエール・ヴァリエールがFLQに参加したことである。彼がケベックの労働者階級の歴史的な地位の変遷を米国の黒人労働者と比較したマルクスによる分析を読んだ3年後のことである。
FLQは、1970年のオクトーバー・クライシスにおいて市民の支持を失い、メンバーの多くがキューバへ亡命するか、投獄されたため消滅した。その後、メンバーの多くは帰国して刑に服した。